# Titularbistum Acropolis
Acropolis (ital.: Agropoli) ist ein Titularbistum der römisch-katholischen Kirche. 
Es geht zurück auf einen Bischofssitz in der Stadt Agropoli, die sich in der italienischen Region Kampanien befindet. Der Bischofssitz war der Kirchenprovinz Salerno zugeordnet.
| Titularbischöfe von Acropolis |                                                                         |                       |                   |                   |
| Nr.                           | Name                                                                    | Amt                   | von               | bis               |
| 1                             | Zenon Grocholewski ab 16. Dezember 1991 Titularerzbischof pro illa vice | Kurienerzbischof      | 21. Dezember 1982 | 21. Februar 2001  |
| 2                             | Marc Ouellet PSS                                                        | Kurienbischof         | 3. März 2001      | 15. November 2002 |
| 3                             | Pedro López Quintana Titularerzbischof pro hac vice                     | Apostolischer Nuntius | 12. Dezember 2002 |                   |